# آلفونس دان
آلفونس دان (۲۷ سپتامبر ۱۹۱۱ – ۲۹ سپتامبر ۲۰۰۴)، با نام مستعار " بلو "، بازیکن پایه اول لیگ سیاهپوستان آمریکایی بین سال‌های ۱۹۳۷ و ۱۹۴۳ بود.
دان که اهل باتون روژ، لوئیزیانا است، اولین بازی خود را در لیگ سیاهان در سال ۱۹۳۷ برای دیترویت استارز انجام داد. در سال‌های ۱۹۴۲ و ۱۹۴۳، او برای بلک بارون‌های بیرمنگام بازی کرد، و در دو بازی از سری جهانی سیاهپوستان ۱۹۴۳ برای بیرمنگام ظاهر شد. در سال ۱۹۴۶، او برای پورتلند رزبادز اتحادیه بیسبال سیاهپوستان ساحل غربی بازی کرد. دان در سال ۲۰۰۴ در سن ۹۳ سالگی در لورل، می‌سی‌سی‌پی درگذشت.